# 정철근
정철근(鄭鐵根, 1899년 2월 5일 ~ 1966년 4월 20일)은 대한제국의 독립운동가이다. 아명(兒名)은 정유연(鄭維然)이며 호(號)는 척산(陟山)이다.

## 생애
강원도 춘천에서 출생하였으며 지난날 한때 경기도 파주에서 잠시 유아기를 보낸 적이 있는 그는 그 후 경기도 고양에서 성장하였다.
1919년 당시 경기도 고양군 한지면 왕십리(高陽郡 漢芝面 往十里)에서 전개된 삼월 대한 독립 만세 운동에 참여하였다. 그는 1919년 3월 손병희(孫秉熙) 등이 독립선언식을 거행하고 대한 독립 만세 운동을 일으킨 것에 감명을 받아 경성부에서 향리로 귀촌하던 길에 1919년 3월 19일 왕십리공립보통학교(往十里公立普通學校) 교정에서 3백여명의 시위군중과 함께 대한 독립 만세를 고창하며 시위대열을 선도하다가 결국 일경에 피체되었다. 그 후 그는 1919년 5월 2일 경성지방법원에서 소위 보안법 위반으로 징역 10개월형을 언도받고 항고하였으나 6월 14일 경성지방법원과 7월 26일 경성고등법원에서 각각 기각되어 1년여의 옥고를 치렀으며 1920년에 만기출감하였다.
그 후 1921년 중화민국 장쑤 성 상하이에 망명하여 대한민국 임시정부 예하 한국독립당 국가행정참모위원 직을 잠시 지낸 후 귀국하여 1945년 경기도 연천에서 조선 광복을 목도하기도 하였다.
그의 유해는 대한민국 국립 대전현충원에 안장되어 있다.

## 사후
그의 사후 대한민국 정부에서는 고인의 공적을 기리고자 1990년 3월 1일 대한민국 건국훈장 애족장을 추서하였다.
[증손자:정주현] [증손자의 친구 신규찬]